# Jerry Butler (Musiker)

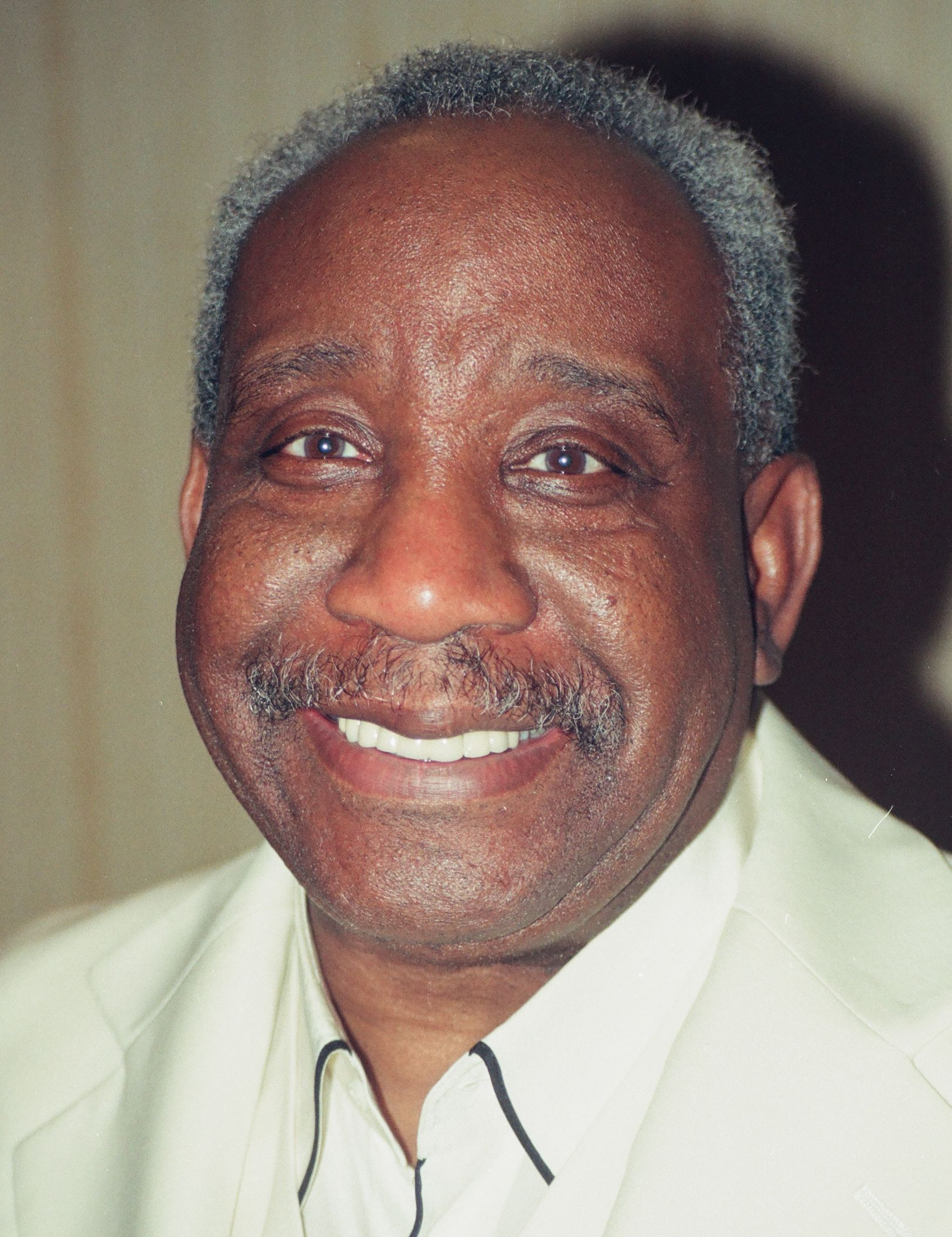
Jerry Butler (1998)

Jerry Butler, Jr. (* 8. Dezember 1939 in Sunflower, Mississippi; † 20. Februar 2025 in Chicago, Illinois) war ein US-amerikanischer Soulsänger und Songschreiber. Mit seinem Jugendfreund Curtis Mayfield gründete er die Formation The Impressions, gemeinsam mit Otis Redding schrieb er den Hit I’ve Been Loving You Too Long. Ab 1985 betätigte sich Butler als Politiker.

## Werdegang

Butlers größter Erfolg:
Only the Strong Survive
auf Mercury 72898

Butler wuchs zunächst in Sunflower auf, dann zog seine Familie 1943 nach Chicago um. Als Mitglied eines Kirchenchors kam er erstmals mit Gesang in Kontakt. Dort lernte er Curtis Mayfield kennen, mit dem er später über Jahre zusammenarbeitete. Beide gehörten 1957 zu den Gründern der Rhythm-and-Blues-Vokalgruppe The Roosters, die sich 1958 in The Impressions umbenannte. Deren erste Single enthielt den von Buttler im Alter von 16 Jahren getexteten Titel For Your Precious Love, der von der Plattenfirma Vee-Jay unter Jerry Butler and the Impressions mit der Katalog-Nummer 280 veröffentlicht wurde. Der Titel wurde erfolgreich, konnte in den R&B-Charts 1958 bis zum Platz 3 aufsteigen und wurde später mit der Goldenen Schallplatte ausgezeichnet.
1960 verließ Butler die Impressions, nachdem er bereits ab 1959 Soloplatten veröffentlicht hatte. Diese erschienen zunächst unter dem Abner-Label, einer Tochterfirma von Vee-Jay. Die erste Solosingle enthielt die Titel Lost / One By One und erschien unter der Katalog-Nr. Abner 1024. Zwei der bei Abner erschienenen Titel, Lost und A Lonely Soldier konnten sich bereits in den R&B-Charts platzieren (17., 25.). Im Laufe des Jahres 1960 wurde Butler von Vee-Jay übernommen, wo er bis 1965 etwa 30 Single-Platten herausbrachte. Acht von ihnen wurden sowohl in den Billboard Hot 100 als auch in den R&B-Charts unter den Top 50 notiert. He Will Break Your Heart (1960) und Let It Be Me (1964, Duett mit Betty Everett) wurden Nummer-1-Hits in den R&B-Charts.
1966 wechselte Butler zur Chicagoer Plattenfirma Mercury Records. Auch dort hatte er mit Hey, Western Union Man (1968) und Only the Strong Survive (1969) zwei R&B-Nummer-1-Hits. Während er bis 1972 auch regelmäßig in den Billboard-Hot-100 vertreten war, wurde er danach mit Ausnahme des Titels I Wanna Do It to You (1977, Platz 51) nur noch in den R&B-Charts notiert, dies allerdings bis 1982. Nach mehr als 30 Single-Veröffentlichungen nahm Butler erneut einen Wechsel der Plattenfirma vor und schloss sich 1976 dem Motown-Label in Los Angeles an. Dort kam es jedoch nur zu vier Solosingles und zwei Duettplatten mit Smokey Robinson und Thelma Houston, von denen lediglich die Titel I Wanna Do It to You und Chalk It Up bei den R&B-Charts erfolgreich waren (Plätze 7 und 28). Von 1978 bis 1980 erschienen noch einige Singles bei Philadelphia International Records, von denen nur der 1978er Titel Cooling Out einigermaßen erfolgreich war (Platz 14 R&B). 1980 erschien der Titel Don’t Be an Island, der Bezug nahm auf Butlers inzwischen erworbenes Synonym „The Iceman“, das er sich wegen seines unterkühlten Auftretens erworben hatte.
Nach seinem Texterfolg von 1958 blieb Butler auch weiterhin als Autor erfolgreich. An fast allen auch von ihm gesungenen Hits war er als Songschreiber beteiligt. Seinen größten Autorenerfolg hatte er mit dem Titel He Don’t Love You, der 1975 von Tony Orlando & Dawn gesungen Platz 1 der Hot 100 erreichte. Noch 1999 zeichnete Jerry Butler als Autor für den Hot-Dance-Nummer-5-Titel Was That All It Was gesungen von Hannah Jones verantwortlich.
Auch nach der Jahrtausendwende trat Jerry Butler noch in Nachtklubs, Konzerten und Musikfestivals auf. Er wurde dreimal für einen Grammy für Gesang und Komposition nominiert, 1991 wurde er mit den Impressions in die Rock and Roll Hall of Fame aufgenommen. Die American Society of Composers, Authors and Publishers (ASCAP) zeichnete ihn mehrfach als Songschreiber aus, vom Billboard-Magazin erhielt er zwei Auszeichnungen als Autor und Sänger.
Nachdem er seit 1973 neben seiner künstlerischen Betätigung auch einen Bierverlag betrieben hatte, engagierte sich Butler ab 1985 in der Kommunalpolitik des Cook County im Bundesstaat Illinois als gewählter Commissioner, zuständig für Strafgefangene und die Gesundheitsvorsorge. Diesen Posten bekleidete er noch 2010 und war damit langjährigster Commissioner des Cook County.
Jerrys jüngerer Bruder Billy Butler hatte ab Mitte der 1960er bis in die 1970er auch einige kleinere Hits und arbeitete mit ihm als Songwriter zusammen.
Im Februar 2025 starb Butler im Alter von 85 Jahren.

## Diskografie

### Alben
| Jahr | Titel                                                                        | Höchstplatzierung, Gesamtwochen, AuszeichnungChartplatzierungen (Jahr, Titel, Platzierungen, Wochen, Auszeichnungen, Anmerkungen, Katalog-Nr.) | Höchstplatzierung, Gesamtwochen, AuszeichnungChartplatzierungen (Jahr, Titel, Platzierungen, Wochen, Auszeichnungen, Anmerkungen, Katalog-Nr.) | Anmerkungen                                                                            | Katalog-Nr.             |
| Jahr | Titel                                                                        | US | R&B | Anmerkungen                                                                            | Katalog-Nr.             |
| ---- | ---------------------------------------------------------------------------- | --- | --- | -------------------------------------------------------------------------------------- | ----------------------- |
| 1964 | Delicious Together Betty Everett & Jerry Butler                              | US102 (11 Wo.)US | — | Duettalbum                                                                             | Vee-Jay 1099            |
| 1967 | The Soul Artistry of Jerry Butler                                            | — | R&B23 (2 Wo.)R&B |                                                                                        | Mercury 21105           |
| 1967 | Mr. Dream Merchant                                                           | US154 (7 Wo.)US | — |                                                                                        | Mercury 61146           |
| 1968 | Jerry Butler’s Golden Hits Live                                              | US178 (2 Wo.)US | R&B40 (6 Wo.)R&B | live aufgenommen im September 1967 am Morgan State College in Baltimore                | Mercury 61151           |
| 1968 | The Soul Goes On                                                             | US195 (2 Wo.)US | R&B25 (9 Wo.)R&B |                                                                                        | Mercury 61171           |
| 1969 | The Ice Man Cometh                                                           | US29 (47 Wo.)US | R&B2 (50 Wo.)R&B |                                                                                        | Mercury 61198           |
| 1969 | Ice on Ice                                                                   | US41 (23 Wo.)US | R&B4 (30 Wo.)R&B |                                                                                        | Mercury 61234           |
| 1970 | You & Me                                                                     | US172 (4 Wo.)US | R&B10 (17 Wo.)R&B |                                                                                        | Mercury 61269           |
| 1970 | The Best of Jerry Butler                                                     | US167 (5 Wo.)US | R&B31 (12 Wo.)R&B | Best-of-Album                                                                          | Mercury 61281           |
| 1971 | Jerry Butler Sings Assorted Sounds                                           | US186 (4 Wo.)US | R&B25 (10 Wo.)R&B |                                                                                        | Mercury 61320           |
| 1971 | Gene & Jerry – One & One Gene Chandler & Jerry Butler                        | US143 (5 Wo.)US | — | Duettalbum                                                                             | Mercury 61330           |
| 1971 | The Sagittarius Movement                                                     | US123 (22 Wo.)US | R&B25 (25 Wo.)R&B |                                                                                        | Mercury 61347           |
| 1972 | The Spice of Life                                                            | US92 (24 Wo.)US | R&B17 (19 Wo.)R&B |                                                                                        | Mercury 7502 [2]        |
| 1973 | The Love We Have, the Love We Had Jerry Butler & Brenda Lee Eager            | — | R&B43 (14 Wo.)R&B | Duettalbum                                                                             | Mercury 660             |
| 1973 | Power of Love                                                                | — | R&B22 (14 Wo.)R&B |                                                                                        | Mercury 689             |
| 1974 | Sweet Sixteen                                                                | — | R&B55 (3 Wo.)R&B |                                                                                        | Mercury 1006            |
| 1976 | Love’s on the Menu                                                           | — | R&B49 (6 Wo.)R&B |                                                                                        | Mercury 850             |
| 1977 | The Vintage Years The Impressions featuring Jerry Butler and Curtis Mayfield | US199 (2 Wo.)US | — | Best-of-Album 4-fach-LP mit 13 Songs der Impressions, 13 von Butler und 2 von Mayfield | Sire 3717 [2]           |
| 1977 | Suite for the Single Girl                                                    | US146 (11 Wo.)US | R&B22 (15 Wo.)R&B |                                                                                        | Motown 878              |
| 1977 | Thelma & Jerry Thelma Houston & Jerry Butler                                 | US53 (12 Wo.)US | R&B20 (11 Wo.)R&B | Duettalbum                                                                             | Motown 887              |
| 1978 | Nothing Says I Love You Like I Love You                                      | US160 (4 Wo.)US | R&B42 (12 Wo.)R&B |                                                                                        | Philadelphia Int. 35510 |
| 1980 | The Best Love                                                                | — | R&B71 (3 Wo.)R&B |                                                                                        | Philadelphia Int. 36413 |
| 1982 | Ice ’n Hot                                                                   | — | R&B60 (3 Wo.)R&B |                                                                                        | Fountain 821            |
| 1992 | Time & Faith                                                                 | — | R&B92 (1 Wo.)R&B |                                                                                        | Ichiban 1151            |

grau schraffiert: keine Chartdaten aus diesem Jahr verfügbar

### Singles
| Jahr | Titel Album                                                                             | Höchstplatzierung, Gesamtwochen, AuszeichnungChartplatzierungen (Jahr, Titel, Album, Platzierungen, Wochen, Auszeichnungen, Anmerkungen, Katalog-Nr.) | Höchstplatzierung, Gesamtwochen, AuszeichnungChartplatzierungen (Jahr, Titel, Album, Platzierungen, Wochen, Auszeichnungen, Anmerkungen, Katalog-Nr.) | Anmerkungen | Katalog-Nr.            |
| Jahr | Titel Album                                                                             | US | R&B | Anmerkungen | Katalog-Nr.            |
| ---- | --------------------------------------------------------------------------------------- | --- | --- | --- | ---------------------- |
| 1958 | For Your Precious Love Jerry Butler, Esq.                                               | US11 (12 Wo.)US | R&B3 (7 Wo.)R&B | Jerry Butler and the Impressions Autoren: A. Brooks, R. Brooks, J. Butler Platz 327 der Rolling-Stone-500 (2004)                                         | Abner 1013             |
| 1958 | Come Back My Love Jerry Butler, Esq.                                                    | — | R&B29 (1 Wo.)R&B | The Impressions featuring Jerry Butler Autoren: C. Otis, R. Hamilton                                                                                     | Abner 1017             |
| 1959 | Lost Jerry Butler, Esq.                                                                 | — | R&B17 (3 Wo.)R&B | Autoren: A. Tucker, T. Twiggs, C. Bateza | Abner 1024             |
| 1960 | A Lonely Soldier He Will Break Your Heart                                               | — | R&B25 (4 Wo.)R&B | Autoren: C. Mayfield, J. Butler | Abner 1035             |
| 1960 | He Will Break Your Heart                                                                | US7 (15 Wo.)US | R&B1 (16 Wo.)R&B | Autoren: J. Butler, C. Mayfield, Calvin Carter 7 Wochen auf Platz 1 der R&B-Charts                                                                       | Vee-Jay 354            |
| 1961 | Find Another Girl Aware of Love                                                         | US27 (10 Wo.)US | R&B10 (11 Wo.)R&B | Autoren: C. Mayfield, J. Butler | Vee-Jay 375            |
| 1961 | I’m a Telling You Aware of Love                                                         | US25 (8 Wo.)US | R&B8 (9 Wo.)R&B | Autoren: J. Butler, C. Mayfield | Vee-Jay 390            |
| 1961 | Moon River Need to Belong                                                               | US11 (17 Wo.)US | R&B14 (6 Wo.)R&B | Original: Audrey Hepburn im Film Frühstück bei Tiffany Autoren: H. Mancini, J. Mercer                                                                    | Vee-Jay 405            |
| 1962 | Make It Easy on Yourself Need to Belong                                                 | US20 (11 Wo.)US | R&B18 (2 Wo.)R&B | Autoren: B. Bacharach, H. David 1965 ein Nummer-1-Hit in Großbritannien für die Walker Brothers                                                          | Vee-Jay 451            |
| 1962 | You Can Run (But You Can’t Hide) Need to Belong                                         | US63 (7 Wo.)US | R&B23 (5 Wo.)R&B | Autoren: Paul Griffin, D. Covay | Vee-Jay 463            |
| 1962 | Theme from Taras Bulba (The Wishing Star) Taras Bulba (Original Film Soundtrack)        | US100 (1 Wo.)US | — | Titelmelodie des Films Taras Bulba Autoren: F. Waxman, H. David                                                                                          | Vee-Jay 475            |
| 1963 | Whatever You Want Need to Belong                                                        | US68 (6 Wo.)US | — | Autoren: B. Gaudio, B. Crewe | Vee-Jay 486            |
| 1963 | Need to Belong                                                                          | US31 (11 Wo.)US | R&B2 (15 Wo.)R&B | Autor: C. Mayfield | Vee-Jay 567            |
| 1964 | Giving Up on Love Need to Belong                                                        | US56 (6 Wo.)US | R&B17 (14 Wo.)R&B | Autoren: R. Gottehrer, J. Goldstein, Bob Feldman | Vee-Jay 588            |
| 1964 | I Stand Accused More of the Best of Jerry Butler                                        | US61 (6 Wo.)US | R&B3 (18 Wo.)R&B | Autoren: B. Butler, J. Butler | Vee-Jay 598            |
| 1964 | I Don’t Want to Hear It Anymore More of the Best of Jerry Butler                        | US95 (2 Wo.)US | — | Autor: Randy Newman als B-Seite von I Stand Accused veröffentlicht                                                                                       | Vee-Jay 598            |
| 1964 | Let It Be Me Delicious Together                                                         | US5 (13 Wo.)US | R&B1 (17 Wo.)R&B | Betty Everett & Jerry Butler Autoren: G. Bécaud, P. Delanoë, M. Curtis 1960 ein Hit für die Everly Brothers, Original: Bécaud (1955) als Je t’appartiens | Vee-Jay 613            |
| 1964 | Ain’t That Loving You Baby Delicious Together                                           | — | R&B24 (2 Wo.)R&B | Betty Everett & Jerry Butler Original/Autor: J. Reed (1955, Platz 3 R&B) als B-Seite von Let It Be Me veröffentlicht                                     | Vee-Jay 613            |
| 1964 | Smile More of the Best of Jerry Butler                                                  | US42 (7 Wo.)US | R&B16 (8 Wo.)R&B | Betty Everett & Jerry Butler Musik: C. Chaplin für den Film Moderne Zeiten (1936); Text: John Turner, Geoffrey Parsons                                   | Vee-Jay 633            |
| 1965 | Good Times                                                                              | US64 (4 Wo.)US | R&B33 (5 Wo.)R&B | Autor: Ted Daryll | Vee-Jay 651            |
| 1965 | Just for You                                                                            | — | R&B33 (3 Wo.)R&B | Autor: J. D. Jones | Vee-Jay 707            |
| 1966 | For Your Precious Love (neue Version) Love Me                                           | US99 (2 Wo.)US | R&B25 (7 Wo.)R&B | Autoren: A. Brooks, R. Brooks, J. Butler | Vee-Jay 715            |
| 1966 | Love (Oh, How Sweet It Is)                                                              | — | R&B34 (7 Wo.)R&B | Autoren: Bobby Miller, B. Butler, J. Butler | Mercury 72592          |
| 1967 | I Dig You Baby Soul Artistry                                                            | US60 (9 Wo.)US | R&B8 (10 Wo.)R&B | Original: Lorraine Ellison; Autoren L. Ellison, D. Lambert, Samuel Bell                                                                                  | Mercury 72648          |
| 1967 | Mr. Dream Merchant                                                                      | US38 (7 Wo.)US | R&B23 (7 Wo.)R&B | Autoren: L. Weiss, J. Ross | Mercury 72721          |
| 1968 | Lost Mr. Dream Merchant                                                                 | US62 (6 Wo.)US | R&B15 (10 Wo.)R&B | nicht identisch mit dem Lied von 1959 Autoren: K. Gamble, L. Huff, J. Butler                                                                             | Mercury 72764          |
| 1968 | Never Give You Up The Ice Man Cometh                                                    | US20 (14 Wo.)US | R&B4 (16 Wo.)R&B | Autoren: K. Gamble, L. Huff, J. Butler | Mercury 72798          |
| 1968 | Hey, Western Union Man The Ice Man Cometh                                               | US16 (13 Wo.)US | R&B1 (13 Wo.)R&B | Autoren: K. Gamble, L. Huff, J. Butler | Mercury 72850          |
| 1968 | Are You Happy The Ice Man Cometh                                                        | US39 (10 Wo.)US | R&B9 (9 Wo.)R&B | Autoren: Theresa Bell, J. Butler, K. Gamble | Mercury 72876          |
| 1969 | Only the Strong Survive The Ice Man Cometh                                              | US4 Gold · (13 Wo.)US | R&B1 (14 Wo.)R&B | Autoren: K. Gamble, L. Huff, J. Butler | Mercury 72898          |
| 1969 | Moody Woman Ice on Ice                                                                  | US24 (10 Wo.)US | R&B3 (12 Wo.)R&B | Autoren: K. Gamble, T. Bell, J. Butler | Mercury 72929          |
| 1969 | What’s the Use of Breaking Up Ice on Ice                                                | US20 (10 Wo.)US | R&B4 (12 Wo.)R&B | Autoren: K. Gamble, T. Bell, J. Butler | Mercury 72960          |
| 1969 | Don’t Let Love Hang You Up Ice on Ice                                                   | US44 (8 Wo.)US | R&B12 (7 Wo.)R&B | Autoren: K. Gamble, L. Huff, J. Butler | Mercury 72991          |
| 1970 | Got to See If I Can’t Get Mommy (To Come Back Home) Ice on Ice                          | US62 (5 Wo.)US | R&B21 (7 Wo.)R&B | Autoren: Helen Miller, Rose Marie McCoy | Mercury 73015          |
| 1970 | I Could Write a Book You & Me                                                           | US46 (5 Wo.)US | R&B15 (6 Wo.)R&B | Autoren: K. Gamble, L. Huff, J. Butler | Mercury 73045          |
| 1970 | Where Are You Going Joe (Soundtrack)                                                    | US95 (1 Wo.)US | R&B42 (2 Wo.)R&B | aus dem Film Joe – Rache für Amerika (mit Peter Boyle) Autoren: B. Scott, Danny Meehan                                                                   | Mercury 73101          |
| 1970 | Special Memory Assorted Sounds with the Aid of Assorted Friends and Relatives           | — | R&B36 (5 Wo.)R&B | Autoren: J. Butler, B. Butler, Larry Wade | Mercury 73131          |
| 1971 | You Just Can’t Win (By Making the Same Mistakes) Gene & Jerry – One & One               | US94 (3 Wo.)US | R&B32 (4 Wo.)R&B | Gene & Jerry Autoren: Ronald Simmons, Walter Simmons, Wylie Dixon                                                                                        | Mercury 73163          |
| 1971 | If It’s Real What I Feel Assorted Sounds with the Aid of Assorted Friends and Relatives | US69 (… Wo.)US | R&B8 (11 Wo.)R&B | featuring Brenda Lee Eager Autor: C. Jackson | Mercury 73169          |
| 1971 | Ten and Two (Take This Woman off the Corner) Gene & Jerry – One & One                   | — | R&B44 (2 Wo.)R&B | Gene & Jerry Autoren: Ronald Simmons, Walter Simmons, Wylie Dixon                                                                                        | Mercury 73195          |
| 1971 | How Did We Lose It Baby Assorted Sounds with the Aid of Assorted Friends and Relatives  | US85 (3 Wo.)US | R&B38 (4 Wo.)R&B | Autoren: B. Butler, Charles Jones | Mercury 73210          |
| 1971 | Walk Easy My Son The Sagittarius Movement                                               | US93 (2 Wo.)US | R&B33 (8 Wo.)R&B | Autor: C. Jackson | Mercury 73241          |
| 1971 | Ain’t Understanding Mellow The Sagittarius Movement                                     | US21 Gold · (18 Wo.)US | R&B3 (17 Wo.)R&B | featuring Brenda Lee Eager Autoren: Homer Talbert, Herscholt Polk                                                                                        | Mercury 73255          |
| 1972 | I Only Have Eyes for You The Spice of Life                                              | US85 (4 Wo.)US | R&B20 (8 Wo.)R&B | Original: Dick Powell & Ruby Keeler (1934, Film) Autoren: H. Warren, A. Dubin                                                                            | Mercury 73290          |
| 1972 | (They Long to Be) Close to You The Spice of Life                                        | US91 (3 Wo.)US | R&B6 (13 Wo.)R&B | featuring Brenda Lee Eager Autoren: B. Bacharach, H. David 1970 ein Nummer-1-Hit für die Carpenters                                                      | Mercury 73301          |
| 1972 | One Night Affair The Spice of Life                                                      | US52 (7 Wo.)US | R&B6 (10 Wo.)R&B | Original: The O’Jays (1969); Autoren: K. Gamble, L. Huff                                                                                                 | Mercury 73335          |
| 1973 | Can’t Understand It The Love We Have, The Love We Had                                   | — | R&B26 (10 Wo.)R&B | featuring Brenda Lee Eager Autoren: C. Jackson, Marvin Yancy                                                                                             | Mercury 73395          |
| 1973 | The Love We Had Stays on My Mind The Love We Have, The Love We Had                      | — | R&B64 (7 Wo.)R&B | featuring Brenda Lee Eager Autoren: Larry Wade, T. Callier                                                                                               | Mercury 73422          |
| 1973 | Power of Love                                                                           | — | R&B15 (13 Wo.)R&B | Autoren: J. Butler, J. Bristol | Mercury 73443          |
| 1974 | That’s How Heartaches Are Made Power of Love                                            | — | R&B58 (9 Wo.)R&B | Original: Baby Washington (1963); Autoren: Ben Raleigh, Bob Halley                                                                                       | Mercury 73459          |
| 1974 | Take the Time to Tell Her Sweet Sixteen                                                 | — | R&B46 (11 Wo.)R&B | Autoren: J. Butler, Marvin Yancy | Mercury 73495          |
| 1974 | Playing on You Sweet Sixteen                                                            | — | R&B33 (13 Wo.)R&B | Autoren: L. Hutson, Zane Grey | Mercury 73629          |
| 1976 | The Devil in Mrs. Jones Love’s on the Menu                                              | — | R&B55 (6 Wo.)R&B | Autor: Michael Smith | Motown 1403            |
| 1977 | I Wanna Do It to You Suite for the Single Girl                                          | US51 (11 Wo.)US | R&B7 (16 Wo.)R&B | Autoren: J. Butler, Homer Talbert, Patricia Henley | Motown 1414            |
| 1977 | Chalk It Up Suite for the Single Girl                                                   | — | R&B28 (12 Wo.)R&B | Autor: Paul Wilson | Motown 1421            |
| 1977 | It’s a Lifetime Thing Thelma & Jerry                                                    | — | R&B84 (3 Wo.)R&B | Thelma Houston & Jerry Butler Autoren: Keithen Carter, Michael Ward                                                                                      | Motown 1422            |
| 1978 | (I’m Just Thinking About) Cooling Out Nothing Says I Love You Like I Love You           | — | R&B14 (17 Wo.)R&B | Autoren: K. Gamble, L. Huff, J. Butler | Philadelphia Int. 3656 |
| 1979 | Nothing Says I Love You Like I Love You                                                 | — | R&B86 (2 Wo.)R&B | Autoren: K. Gamble, L. Huff, J. Butler | Philadelphia Int. 3673 |
| 1980 | The Best Love I Ever Had The Best Love                                                  | — | R&B49 (9 Wo.)R&B | Autoren: K. Gamble, L. Huff | Philadelphia Int. 3746 |
| 1980 | Don’t Be an Island The Best Love                                                        | — | R&B75 (4 Wo.)R&B | Jerry “The Iceman” Butler featuring Debra Henry of “Silk” Autor: Keith Echols                                                                            | Philadelphia Int. 3113 |
| 1982 | No Love Without Changes Ice ’n Hot                                                      | — | R&B83 (4 Wo.)R&B | Autoren: Phillip Brown, Rufus Hill | Fountain 400           |
| 1983 | In My Life                                                                              | — | R&B92 (3 Wo.)R&B | Patti Austin with Jerry Butler Autorin: P. Austin | CTI 59                 |

Weitere Singles
- I Was Wrong (1959)
- Silent Night (1960)
- Isle of Sirens (1962)
- I Almost Lost My Mind (1963)
- Where’s the Girl (1963)
- A Woman with Soul (1963)
- Since I Don’t Have You (1965)
- I Can’t Stand to See You Cry (1965)
- You Make Me Feel like Someone (1966)
- You Walked into My Life (1967)
- You Don’t Know What You Got Until You Lose It (1967)
- Let’s Make Love (1979)

## Songwriting
Chartsongs anderer Interpreten, an denen Jerry Butler als Autor beteiligt war:
- I’ve Been Loving You Too Long von Otis Redding (1965, mit O. Redding, Platz 110 der Rolling-Stone-500)
- It Ain’t Necessary von Mamie Galore (1966, mit Council Gay und Sylvester Potts)
- Yes, My Goodness, Yes von Al Perkins (1969, mit Bobby Womack und Jimmy Holiday)
- Just as Long as You Need Me von den Independents (1972, mit Chuck Jackson und Marvin Yancy)
- Memories Don’t Leave like People Do von Johnny Bristol (1974, mit J. Bristol, James Dean und John Glover)
- He Don’t Love You (Like I Love You) von Dawn (1975, mit Calvin Carter und Curtis Mayfield, Platz 1 in USA)
- You von Aretha Franklin (1976, mit Marvin Yancy und Randy Stewart)
- Was That All It Was von Hannah Jones (1999, mit Linda Conlon und John Usry)